# Emlyon Business School
Emlyon Business School – europejska szkoła biznesowa posiadająca pięć kampusów: w Lyonie, Saint-Étienneie, Casablancaie, Paryżu i Szanghajie). Został założony w 1872 roku. We Francji posiada status grande école.
W 2014 roku Emlyon uplasowała się na 14. miejscu pośród wszystkich szkół biznesowych w Europie. Szkoła została doceniona również w dziedzinie studiów menadżerskich – program Executive MBA zajął 68. miejsce w ogólnoświatowym rankingu programów typu Master of Business Administration (MBA).
Programy studiów realizowane przez EM Lyon posiadają potrójną akredytację przyznaną przez AMBA, EQUIS oraz AACSB. Wśród najznamienitszych absolwentów tej uczelni znajdują się między innymi: dyrektor domu mody Schneider Electric Jean-Pascal Tricoire, Stéphane Bern (reporter) i Gwendal Peizerat (francuski łyżwiarz).

## Znani absolwenci
- Henry Chabert, francuski polityk[7]